# Neocrepidodera ligurica
Neocrepidodera ligurica es una especie de insecto coleóptero de la familia Chrysomelidae. Fue descrita científicamente en 1904 por J. Daniel.